# Aeroporto (filme)
Airport (br /pt: Aeroporto) é um filme estadunidense de 1970, dos gêneros drama e suspense, considerado o primeiro exemplar do cinema catástrofe, com roteiro baseado em livro homônimo de Arthur Hailey, escrito e dirigido por George Seaton e estrelado por Burt Lancaster e Dean Martin. O filme, que ganhou quase $100,500,000, tem uma história que se passa no fictício Aeroporto Internacional Lincoln localizado perto de Chicago, Illinois. O filme foi produzido por Ross Hunter com um orçamento de $10 milhões. Ernest Laszlo fotografou-o em 70 milímetros Todd-AO.
Teve três sequências: Aeroporto 75, lançado em 1974, Aeroporto 77, em 1977, e Aeroporto 80 - O Concorde, em 1979.
Este foi o último filme feito pelo compositor Alfred Newman, que morreu pouco antes do lançamento do filme. Aeroporto foi também o último papel no cinema para Van Heflin.
O filme foi um sucesso de crítica e superou Spartacus como maior produto de renda da Universal Pictures'.Ganhou um Oscar de melhor atriz coadjuvante para Helen Hayes por seu papel como uma passageira clandestina idosa e foi nomeado para mais nove categorias, incluindo melhor filme, melhor fotografia e melhor figurino para a renomada designer de Hollywood Edith Head.
Aeroporto originou o gênero de filmes-catástrofe da década de 1970, que estabelece a invenção de "melodrama microcósmico combinado com aventura orientada a catástrofe".

## Sinopse
Como um psicopata ameaça explodir um avião, seu experiente piloto tenta um pouso forçado. Enquanto isso, em terra, o administrador e o chefe de manutenção do aeroporto além de acompanharem o que se passa a bordo do avião, também se preocupam em manter as instalações funcionando em virtude de uma forte nevasca.[carece de fontes?]

## Elenco
- Burt Lancaster como Mel Bakersfeld, diretor do Lincoln International Airport nas proximidades de Chicago, Illinois
- Dean Martin como Vernon Demerest, capitão do voo da Trans Global Airlines (TGA)
- Jean Seberg como Tanya Livingston, agente de relações públicas da TGA
- Jacqueline Bisset como Gwen Meighen, chefe das aeromoças para a TGA's "Golden Argosy"
- George Kennedy como Joe Patroni, mecânico-chefe da Trans World Airlines em Lincoln International, emprestado ao TGA
- Helen Hayes como Sra. Ada Quonsett, passageira clandestina
- Van Heflin como D. O. Guerrero, empreiteiro com a bomba; último papel de Heflin
- Maureen Stapleton como Inez Guerrero, esposa de D.O. Guerrero
- Barry Nelson como Anson Harris, capitão da TGA line
- Dana Wynter como Cindy Bakersfeld, esposa de Mel Bakersfeld
- Lloyd Nolan como Standish, chefe da U.S. Customs Service no aeroporto
- Barbara Hale como Sarah Demerest (irmã de Mel Bakersfeld, esposa de Vern Demerest)
- Gary Collins como Cy Jordan, segundo oficial/engenheiro de voo
- Dort Clark como Dr. Henry Bron (Bron, M.D. - passageiro)
- Eve McVeagh como Sra. Henry Bron (esposa de Bron, M.D. - passageira)
- Jodean Russo como Marie Patroni, esposa de Joe Patroni
- Larry Gates como Comissário Ackerman

## Produção
A maior parte das filmagens foi no Aeroporto Internacional de Minneapolis-Saint Paul. A exposição no terminal, com fotografias de cenas do campo e do filme, diz: "invernos lendário de Minnesota atraiu Hollywood aqui em 1969, quando partes do filme Aeroporto foram gravados no terminal e no campo e o clima manteve-se teimosamente claro, no entanto, forçando o diretor a usar "neve" de plástico para criar o efeito adequado".
O Boeing 707 utilizado nas filmagens foi alugado pela Universal Pictures junto a empresa Flying Tiger Line. Ele serviu para a realização de cenas que mostravam o exterior do avião. Após o término das filmagens, o avião foi devolvido à Flying Tiger Line e, tempos depois, vendido. A partir de então o avião teve vários donos, até ter um trágico fim em 21 de março de 1989, num acidente no Brasil, na cidade de São Paulo, quando era operado pela Transbrasil.
O nome da empresa aérea do filme é Trans Global Airplanes. Durante vários anos foi bastante comum ver em outros filmes da Universal seu logotipo em cenas no interior de aviões.

## Estreia em televisão
Este filme estreou na televisão em Portugal. A estreia aconteceu na RTP1, na quarta-feira, dia 3 de Dezembro de 1986, às 21 e 30, na sessão "Lotação Esgotada", a seguir à primeira versão da novela "Viver a Vida".

## Recepção

### Bilheteria
Airport foi lançado em 5 de março de 1970. Ele fez $100,489,151, ajustado para a inflação este era equivalente a $558 milhões em 2010, o 42º filme de maior bilheteria de todos os tempos.

### Revisões
Variety escreveu: "Baseado no romance de Arthur Hailey, superproduzido por Ross Hunter com um elenco de estrelas tão grande como uma pista de aviação. Adaptado e dirigido por George Seaton em um estilo liso brilhante, Airport é um belo, muitas vezes dramático esforço envolvendo $10 milhões de epitáfio para um gênero antigo de cinema", mas, acrescentou que o filme "não cria suspense porque o público sabe como vai acabar".
Os críticos modernos, em sua maioria avaliam negativamente  com as avaliações mais generosas elogiando a influência do filme sobre o gênero de desastres e seu "valor camp"
Burt Lancaster rejeitou o filme como "o maior pedaço de lixo já feito". 

## Principais prêmios e indicações
Oscar 1971 (EUA)
- Venceu na categoria de melhor atriz coadjuvante (Helen Hayes).
- Indicado nas categorias de melhor filme, melhor roteiro adaptado, melhor som, melhor trilha sonora original, melhor montagem, melhor figurino (Edith Head), melhor fotografia (Ernest Laszlo), melhor direção de arte e melhor atriz coadjuvante (Maureen Stapleton).

BAFTA 1971 (Reino Unido)
- Indicado na categoria de melhor atriz coadjuvante (Maureen Stapleton).

Globo de Ouro 1971 (EUA)
- Venceu na categoria de melhor atriz coadjuvante (Maureen Stapleton).
- Indicado nas categorias de melhor filme - drama, melhor trilha sonora original e melhor ator coadjuvante (George Kennedy).

Prêmio Eddie 1971 (EUA)
- Indicado na categoria de melhor montagem.

## Música
Este filme foi o projeto final para compositor Alfred Newman. Sua saúde estava falhando e ele não foi capaz de realizar as sessões de gravação de sua música. O trabalho foi feita por Stanley Wilson, embora a capa do CD da edição de Varèse Sarabande de 1993 credita Newman. Newman fez conduzir a música ouvida no filme. Ele morreu antes do lançamento. Newman recebeu sua 45ª indicação ao Oscar póstumo por este filme, o maior número recebido por um compositor até o momento.

## Trilha sonora
- Desde a trilha sonora, o instrumental "Airport Love Theme" de Vincent Bell atingiu um pico de número trinta e um no gráfico Billboard Hot 100 e número dois por três semanas no gráfico Billboard Adult Contemporary.[16]

Lista da trilha sonora:
1. Airport (Main Title) (3:11)
2. Airport Love Theme (3:30)
3. Inez' Theme (1:29)
4. Guerrero's Goodbye (2:37)
5. Ada Quonsett, Stowaway (1:26)
6. Mel And Tanya (2:27)
7. Airport Love Theme #2 (2:40)
8. Joe Patroni Plane Or Plows? (2:22)
9. Triangle! (3:50)
10. Inez-Lost Forever (1:45)
11. Emergency Landing! (1:38)
12. Airport (End Title) (2:36)

## Sequências
Airport gerou três continuações, os dois primeiros dos quais foram sucessos.
- Airport 1975
- Airport '77
- The Concorde ... Airport '79 (título Airport '80: The Concorde no Reino Unido)

O único ator em todos os quatro filmes é George Kennedy como Joe Patroni. O personagem de Patroni evolui e ele vai de um chefe de mecânica em Airport a vice-presidente de operações em Airport 1975, consultor em Airport '77, e um piloto experiente no The Concorde ... Airport '79.